# ТЕС Ressano Garcia (Sasol)
25°28′1.1″ пд. ш. 32°0′21.8″ сх. д. / 25.466972° пд. ш. 32.006056° сх. д.
ТЕС Ressano Garcia (Sasol) — теплова електростанція на південному заході Мозамбіку, біля кордону з Південно-Африканською Республікою. На момент спорудження у 2014 році стала найпотужнішою ТЕС країни, випередивши столичну ТЕС Мапуту, проте може поступитися цією позицією по завершенні другої черги розташованої поряд електростанції компанії Gigawatt.
У 2010-х роках у Мозамбіку спостерігалося зростання попиту на електроенергію, при цьому в центральній частині країни вже почалась розробка газових родовищ Темане та Панде. Їхня продукція постачалася до Південно-Африканської Республіки трубопроводом Темане – Секунда, що надавало гарних можливостей для розвитку теплової енергетики уздовж його траси (можливо додати, що у другій половині 2010-х планується прокладання ще одного газопроводу до ПАР для поставок з гігантських офшорних родовищ біля узбережжя північного Мозамбіку — Просперідад-Мамба, Голфіно-Атум та інші).
У результаті у 2014 році спільне підприємство між мозамбіцькою національною електроенергетичною компанією Electricidade de Moçambique (51 %) та південноафриканською Sasol (49 %) ввело в експлуатацію неподалік транскордонного переходу Ressano Garcia теплову електростанцію потужністю 180 МВт, яка складалась із 18 дизель-генераторів виробництва фінської компанії Wartsila типу 34SG.
Вартість проєкту склала 250 млн доларів США.